# Abigail (альбом)
Abigail — второй студийный и первый концептуальный альбом King Diamond, выпущенный на лейбле Roadrunner Records в 1987 году.

## Описание
В песнях рассказывается о мстительном призраке девочки Эбигейл Ла Фей, жертвами которой становятся Джонатан Ла Фей и его жена Мириам.
Лето 1845 года. Молодая пара, Мириам Натиас и Джонатан ЛаФэй, приезжают в старый особняк, унаследованный ЛаФэй. По прибытии их предупреждают семь всадников не входить в дом, потому что, если они это сделают, «18 станет 9». Пара не прислушивается к предупреждению и входит в особняк. В первую же ночь Джонатан знакомится с Графом де ЛаФэем (призрак семьи, умерший родственник). Призрак показывает ему саркофаг, в котором покоится труп мертворожденного ребенка, Эбигейл. Он также сообщает ему, что Мириам несет дух Эбигейл и что ребенок скоро будет возрожден. Он настаивает на том, чтобы Джонатан убил Мириам, тем самым предотвратив возрождение.
7 июля 1777 года Граф узнает что его жена была неверна ему, и беременна незаконным ребенком. Разъяренный, он сталкивает графиню с лестницы, она ломает шею и ребенок умирает. Граф кремирует Графиню, а мертворожденный плод он мумифицирует, называет Эбигейл, кладёт его покоиться в саркофаг, совершенно не понятно для чего сохраняя Эбигейл на будущее.
Лето 1845 года. Джонатан и Мириам сталкиваются с целым рядом предзнаменований. Церковные колокола звонят, хотя в церкви нет никого, цветы увядают, отвратительное зловоние наполняет дом и в столовой стол накрыт на троих. Пустая колыбель, обнаруженная Джонатаном, парит в воздухе. На следующий день Мириам обнаруживает, что она беременна, а плод быстро развивается. Джонатан понимает, что призрак семьи говорил правду.
Джонатану становится ясно, что Мириам одержима и что он разговаривает с Эбигейл через тело своей жены. Он в ужасе и считает, что священник может изгнать дух Эбигейл. Но Мириам, не в силах сопротивляться Эбигейл, говорит, чтобы Джонатан столкнул её с лестницы, как тогда Граф столкнул Графиню. Он соглашается на это и ведёт свою жену в семейный склеп, туда, где Эбигейл переродится, туда, где она умерла. И уже стоя на вершине лестницы, Джонатан отвлекается и одержимая Мириам сталкивает его вниз.
Мириам рожает Эбигейл, но умирает вскоре после этого; последнее, что она видит — «желтые глаза» Эбигейл… Теперь вы можете слышать крик Мириам, когда будете проходить по этой лестнице в июле. Семь всадников прибывают в особняк и обнаруживают, что детка Эбигейл в саркофаге что то ест. Потрясенные увиденным, они забирают ее, чтобы похоронить в скрытой часовне в лесу с семью серебряными шипами, проткнутые через ее тело в надежде, что это предотвратит дальнейшее воскресение.

## Коммерческий успех
Abigail достиг 123-го места в американском хит-параде и не покидал список 200 самых популярных альбомов страны в течение 13 недель.

## Список композиций
| №  | Название                   | Автор(ы)                     | Длительность |
| -- | -------------------------- | ---------------------------- | ------------ |
| 1. | «Funeral»                  | King Diamond                 | 1:30         |
| 2. | «Arrival»                  | King Diamond                 | 5:26         |
| 3. | «A Mansion in Darkness»    | King Diamond, Andy LaRocque  | 4:34         |
| 4. | «The Family Ghost»         | King Diamond                 | 4:06         |
| 5. | «The 7th Day of July 1777» | King Diamond, Andy LaRocque  | 4:50         |
| 6. | «Omens»                    | King Diamond                 | 3:56         |
| 7. | «The Possession»           | King Diamond, Michael Denner | 3:26         |
| 8. | «Abigail»                  | King Diamond                 | 4:50         |
| 9. | «Black Horsemen»           | King Diamond                 | 7:40         |

## Участники записи
- King Diamond — вокал
- Энди Ла Рок — гитара
- Михаель Деннер — гитара
- Тим Хансен — бас-гитара
- Микки Ди — ударные

Сессионные музыканты
- Роберто Фалькао — клавишные